# 紅烏龍
紅烏龍，台灣烏龍茶的一種，主要生產於台灣台東縣。紅烏龍屬於發酵程度較重（80%-90%）之烏龍茶，因茶湯呈現橙紅水色，色澤如紅茶，但口感仍然保持烏龍茶風味，故名紅烏龍。由中華民國農委會所屬茶業改良場台東分場研發，最早種植與製作地區在台灣台東縣鹿野鄉，於2008年後上市。紅烏龍帶有淡淡優雅的蜜香風味，甜中帶天然花香，也美稱蜜香紅烏龍。

## 概論
台東縣福鹿茶區，於1960年代開始小量種茶。1980年至1995年間開始大量種植，但在1996年後，因為在中國及東南亞種植的台式茶葉回銷台灣，福鹿茶區的銷量開始下降。為了提振此地區的茶業，茶業改良場台東分場開始輔導茶農，並研發新的茶葉製法。2008年，紅烏龍上市。
紅烏龍的原料，來自中低海拔茶區種植的烏龍茶種，以大葉烏龍為主，在夏秋採收茶菁。不像凍頂烏龍茶只採用一心二葉部位，需要人工採收，紅烏龍使用全株茶葉製造，因此可以用機器採收。紅烏龍與一般烏龍茶相較，主要的差異點在於發酵法的不同，是現有烏龍茶中，發酵程度最重者。福鹿茶區原有種植大葉種阿薩姆紅茶的經驗，紅烏龍借鑒了紅茶的發酵法，但仍然保留了烏龍茶的炒青作法。

## 外部連結
- 吳聲舜《台灣新興特色茶－紅烏龍介紹》